# Казанка (Баганский район)
Казанка — село в Баганском районе Новосибирской области. Административный центр Казанского сельсовета.

## География
Площадь села — 92 гектара

## История
Основано в 1907 году. В 1928 г. посёлок Казанка состоял из 100 хозяйств, основное население — украинцы. В составе Соловьёвского сельсовета Андреевского района Славгородского округа Сибирского края.

## Население
| 1926 | 1976 | 1995 | 2002 | 2007 | 2010 |
| ---- | ---- | ---- | ---- | ---- | ---- |
| 525  | ↗665 | ↗703 | ↘684 | ↘636 | ↘629 |

## Инфраструктура
В селе по данным на 2006 год функционируют 1 учреждение здравоохранения, 1 образовательное учреждение.